# Аннополь (Черняховский район)
Аннополь (бывшие названия: Руденка, Будища) (укр. Ганнопіль) — село на Украине, основано в 1612 году, находится в Черняховском районе Житомирской области.
Код КОАТУУ — 1825681602. Население по переписи 2001 года составляет 260 человек. Почтовый индекс — 12314. Телефонный код — 4134. Занимает площадь 1,075 км².

## Адрес местного совета
12314, Житомирская область, Черняховский р-н, с. Выдыбор, ул. Ленина, 17а